# Hjalmar Hammarskjöld

Hjalmar Hammarskjöld

Knut Hjalmar Leonard Hammarskjöld (* 4. Februar 1862 in Tuna, Småland; † 12. Oktober 1953 in Stockholm) war ein schwedischer Jurist und Politiker.

## Leben und Karriere
Nach dem juristischen Examen 1884 arbeitete Hammarskjöld zunächst als Notar am Svea hovrätt. 1886 wurde er Dozent, 1891 außerordentlicher Professor für Privatrecht an der Universität Uppsala. Daneben hatte er vielfache juristische Ämter auf nationaler und internationaler Ebene. Im Dezember 1901 wurde er Justizminister in der Regierung Fredrik von Otter, mit der er am 5. Juli 1902 aber schon wieder zurücktrat. Er übernahm nun den Vorsitz im Göta hovrätt, amtierte 1905 kurzzeitig als Kirchenminister und anschließend als Gesandter in Kopenhagen. Von 1907 bis 1930 amtierte er als Landshövding in Uppsala län, wurde aber oft für andere Aufgaben freigestellt.
Nach der Borggårdskrise wurde er zum Ministerpräsidenten ernannt und führte vom 17. Februar 1914 bis zum 30. März 1917 eine parteiübergreifende Regierung. Wegen der Weigerung, ein Handelsabkommen mit Großbritannien zu schließen, verlor er die Unterstützung im Reichstag und musste seinen Rücktritt einreichen. Von 1923 bis 1938 gehörte er selbst als parteiloser Abgeordneter dem Reichstag an. Von 1929 bis 1947 war er Vorsitzender der Nobelstiftung.
Er war seit 1890 mit Agnes Almquist verheiratet und Vater von vier Kindern, Bo, Åke, Sten und Dag Hammarskjöld.

## Ehrungen
Hammarskjöld wurde 1908 in die Königliche Gesellschaft der Wissenschaften in Uppsala, 1913 in die Königlich Schwedische Akademie der Wissenschaften und 1918 in die Schwedische Akademie (Stuhl Nr. 17) aufgenommen. Die Universität Uppsala ehrte ihn 1893 mit der juristischen und 1927 mit der philosophischen Ehrendoktorwürde. Ferner erhielt er zahlreiche Orden aus Schweden und anderen Ländern, unter anderem den Nordsternorden (zuletzt 1915 als Kommandeur mit Großkreuz), den Seraphinenorden (Kommandeur 1916), den Dannebrogorden (Großkreuz 1907), den preußischen Roten Adlerorden 1. Klasse (1911) und den Sankt-Olav-Orden (zuletzt Großkreuz 1916).